# Geetanjali Shree
Geetanjali Shree, in lingua hindi गीतांजलि श्री (Mainpuri, 12 giugno 1957), è una scrittrice indiana.

## Biografia
Nata Geentanjali Pandey nel 1957 a Mainpuri, le sue opere sono state tradotte in inglese, francese, tedesco, serbo e coreano.
Dopo aver scritto nel 1989 l'adattamento teatrale della pellicola La casa e il mondo, ha esordito nel 1991 con la raccolta di racconti Anugoonj.
Autrice di 5 romanzi e 4 raccolte di racconti, nel 2022 è stata insignita del prestigioso International Booker Prize di 50000 sterline (importo diviso a metà con la traduttrice Daisy Rockwell), risultando la prima scrittrice di lingua hindi a ricevere il riconoscimento.

## Opere (parziale)

### Romanzi
- Mai (1993)
- Hamara Shahar us Baras (1998)
- Tirohi (2001)
- Khālī jagah (2006)
- Ret Samadhi (2018)

### Raccolte di racconti
- Anugoonj (1991)
- Vairagya (1999)
- Ma aur Sakura (2008)
- Pratinidhi Kahaniyan (2010)

## Premi e riconoscimenti
International Booker Prize
- 2022 vincitrice con Tomb of Sand

100 Women
- 2022 tra le 100 vincitrici[6]